# Phaonia ayubiensis
Phaonia ayubiensis är en tvåvingeart som beskrevs av Shinonaga 2007. Phaonia ayubiensis ingår i släktet Phaonia och familjen husflugor.
Artens utbredningsområde är Pakistan. Inga underarter finns listade i Catalogue of Life.